# Clifton Wrottesley

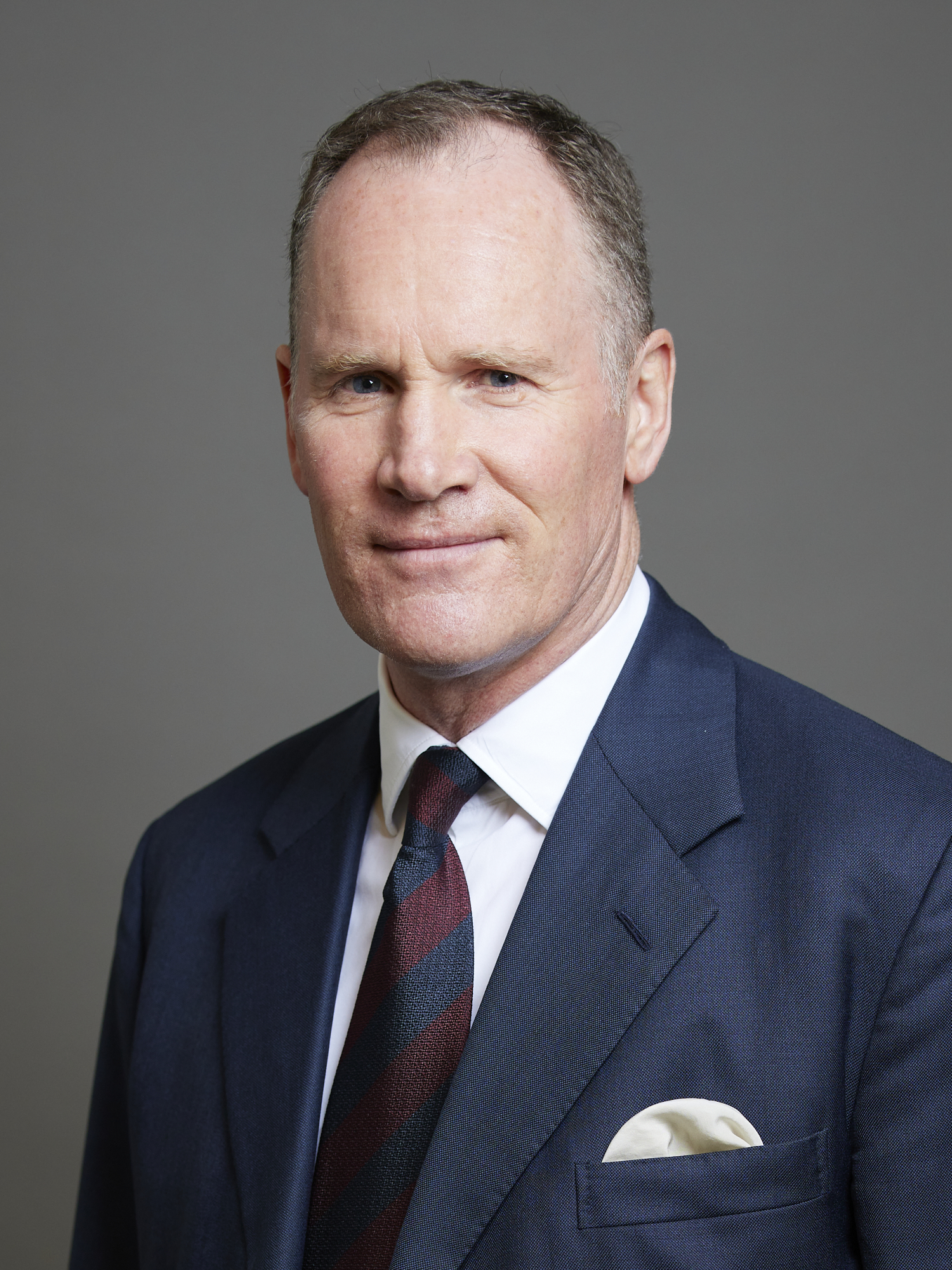
Clifton Wrottesley, 2022

Clifton Hugh Lancelot de Verdon Wrottesley, 6. Baron Wrottesley (* 10. August 1968 in Dublin) ist britischer Peer und ein ehemaliger irischer Skeletonfahrer.
Er ist der einzige Sohn von Hon. Richard Francis Gerard Wrottesley und Georgina Anne Clifton. Da sein Vater bereits 1970 starb, erbte er beim Tod seines Großvaters Richard Wrottesley, 5. Baron Wrottesley im Jahr 1977 dessen Adelstitel als 6. Baron Wrottesley, einschließlich des damit verbundenen erblichen Sitzes im britischen House of Lords. Er besuchte das Eton College und studierte an der University of Edinburgh und der Royal Military Academy Sandhurst und diente bis 1995 bei den Grenadier Guards, zuletzt im Rang eines Captain.
Lord Wrottesley wurde von Adam Pengilly trainiert und lebt im Vereinigten Königreich. Er kam erst spät zum Skeleton und gab sein internationales Debüt im Alter von 32 Jahren im Rahmen eines America’s-Cup-Rennen im November 2000 in Calgary, wo er den 12. Platz erreichte. Nachdem er in dieser Rennserie mehrere Platzierungen unter den Top Ten erreichte und in Calgary zweiter bei einem Challenge-Cup-Rennen wurde, konnte er an der Skeleton-Weltmeisterschaft 2001 in Calgary teilnehmen. Dort belegte er den 24. Platz. Anschließend debütierte er als 25. in Park City im Skeleton-Weltcup.
In der anschließenden Saison 2001/2002 startete Wrottesley, der für die Irish Bobsleigh Association antrat, durchweg im Weltcup. Bestes Ergebnis war ein 13. Rang in Calgary, die Gesamtwertung schloss er als 18. ab. Höhepunkt der Saison waren die Olympischen Winterspiele 2002, bei denen erstmals seit 1948 wieder Skeleton im Wettkampfkalender stand. In Salt Lake City erreichte Wrottesley das beste Ergebnis seiner Karriere. Hinter Jim Shea, Martin Rettl und Gregor Stähli belegte er den vierten Platz mit einem Rückstand von 42 Hundertstel Sekunden auf einen Medaillenplatz. Nach dem ersten Lauf lag er noch auf dem Bronzerang. Danach beendete er, abgesehen von einem kurzen Comeback in der Saison 2005/06 im Skeleton-Europacup und im Challenge-Cup, seine aktive Karriere.
Durch den House of Lords Act 1999 verlor er seinen erblichen Parlamentssitz.

## Ehe und Nachkommen
2001 heiratete er die Schweizerin Sascha Schwarzenbach. Mit ihr hat er vier Kinder:
- Hon. Victor Ernest Francis de Verdon Wrottesley (* 2004);
- Hon. Magnus Vivian Otto de Coughton Wrottesley (* 2006);
- Hon. Luca Urs Richard de la Wyke Wrottesley (* 2011);
- Hon. Isla Astrid Florence Wrottesley (* 2014).